# Zwemmen op de Olympische Zomerspelen 2012 – 400 meter vrije slag mannen
De 400 meter vrije slag mannen op de Olympische Zomerspelen 2012 in Londen vond plaats op 28 juli, series en finale. Omdat het zwembad waarin de wedstrijd gehouden werd 50 meter lang is, bestond de race uit acht baantjes. Na afloop van de series kwalificeerden de acht snelste zwemmers zich voor de finale. Regerend olympisch kampioen was Park Tae-Hwan uit Zuid-Korea.

## Records
Voorafgaand aan het toernooi waren dit het wereldrecord en het kampioenschapsrecord
| Wereldrecord     | Paul Biedermann | 3.40,07 | Rome   | 26 juli 2009      |
| Olympisch record | Ian Thorpe      | 3.40,59 | Sydney | 16 september 2000 |

## Uitslagen

### Series
| Rang | Serie | Baan | Naam                     | Land             | Tijd    | Bijz. |
| ---- | ----- | ---- | ------------------------ | ---------------- | ------- | ----- |
| 1    | 4     | 4    | Sun Yang                 | China            | 3.45,07 | Q     |
| 2    | 4     | 5    | Peter Vanderkaay         | Verenigde Staten | 3.45,80 | Q     |
| 3    | 4     | 7    | Conor Dwyer              | Verenigde Staten | 3.46,24 | Q     |
| 4    | 3     | 4    | Park Tae-Hwan            | Zuid-Korea       | 3.46,68 | Q     |
| 5    | 3     | 2    | Gergő Kis                | Hongarije        | 3.46,77 | Q     |
| 6    | 4     | 3    | Hao Yun                  | China            | 3.46,88 | Q     |
| 7    | 3     | 5    | Ryan Napoleon            | Australië        | 3.47,01 | Q     |
| 8    | 3     | 6    | David Carry              | Groot-Brittannië | 3.47,25 | Q     |
| 9    | 2     | 5    | Ryan Cochrane            | Canada           | 3.47,26 |       |
| 10   | 4     | 6    | Pál Joensen              | Denemarken       | 3.47,36 |       |
| 11   | 2     | 3    | Robbie Renwick           | Groot-Brittannië | 3.47,44 |       |
| 12   | 2     | 6    | Mads Glaesner            | Denemarken       | 3.48,27 |       |
| 13   | 2     | 4    | Paul Biedermann          | Duitsland        | 3.48,50 |       |
| 14   | 3     | 3    | David McKeon             | Australië        | 3.48,57 |       |
| 15   | 2     | 2    | Matthew Stanley          | Nieuw-Zeeland    | 3.49,44 |       |
| 16   | 4     | 8    | Cristian Quintero Valero | Venezuela        | 3.50,44 |       |
| 17   | 3     | 1    | Sergii Frolov            | Oekraïne         | 3.50,63 |       |
| 18   | 4     | 2    | Samuel Pizzetti          | Italië           | 3.50,93 |       |
| 19   | 4     | 1    | Dominik Meichtry         | Zwitserland      | 3.51,34 |       |
| 20   | 2     | 7    | Jegor Degtjarev          | Rusland          | 3.52,33 |       |
| 21   | 1     | 4    | Mateusz Sawrymowicz      | Polen            | 3.53,33 |       |
| 22   | 3     | 8    | Matias Koski             | Finland          | 3.54,96 |       |
| 23   | 2     | 8    | Dorde Marković           | Servië           | 3.55,35 |       |
| 24   | 2     | 1    | Juan Martin Pereyra      | Argentinië       | 3.56,76 |       |
| 25   | 3     | 7    | Heerden Herman           | Zuid-Afrika      | 3.57,28 |       |
| 26   | 1     | 5    | Mateo de Angulo Velasco  | Colombia         | 3.57,76 |       |
| 27   | 1     | 6    | Ahmed Gebrel             | Palestina        | 4.08,51 |       |
| 28   | 1     | 3    | Allan Gutierrez Castro   | Honduras         | 4.09,10 |       |

### Finale
| Rang   | Naam             | Land             | Tijd    | Baan | Bijz. |
| ------ | ---------------- | ---------------- | ------- | ---- | ----- |
| Goud   | Sun Yang         | China            | 3.40,14 | 4    | OR    |
| Zilver | Park Tae-Hwan    | Zuid-Korea       | 3.42,06 | 6    |       |
| Brons  | Peter Vanderkaay | Verenigde Staten | 3.44,69 | 5    |       |
| 4      | Hao Yun          | China            | 3.46,02 | 7    |       |
| 5      | Conor Dwyer      | Verenigde Staten | 3.46,39 | 3    |       |
| 6      | Gergő Kis        | Hongarije        | 3.47,03 | 2    |       |
| 7      | David Carry      | Groot-Brittannië | 3.48,62 | 8    |       |
| 8      | Ryan Napoleon    | Australië        | 3.49,25 | 1    |       |